# Haumea (dvärgplanet)
Haumea (symbol: ), tidigare känd som 2003 EL61 med smeknamnet "Santa", är en dvärgplanet i Kuiperbältet, med ungefär en tredjedel av Plutos massa. Den upptäcktes av astronomen J. L. Ortiz et al vid Instituto de Astrofísica de Andalucía vid Sierra Nevada Observatory i Spanien och av Mike Brown's team vid Caltech i USA. MPC ger upptäckten till Ortiz' grupp, vilka var de första som tillkännagav upptäckten. Detta skedde dock i ett telegram till IAU bara någon timma innan Brown i ett föredrag skulle offentliggöra upptäckten, som han känt till redan några månader. Brown fick äran att namnge objektet, men hävdar att det inte kan vara en tillfällighet att Ortiz upptäckte det samtidigt.
Mätningar av närinfraröd strålning från Haumea visar att 66-80% av ytan är täckt med vattenis. Vad de resterande delarna består av är inte helt klarlagt. Om ytan innehåller metanis kan det inte vara mer än 10% av ytan. Mike Brown menar att objektet består av sten av något slag med en tunn yta av is

## Namngivning
Småplaneten fick namnet Haumea i samband med att den kom att bli klassificerad som dvärgplanet den 17 september 2008. Det var på rekommendation av Mike Brown som planeten blev uppkallad efter någon inom den Hawaiianska mytologin. Ortiz hade istället föreslagit namnet Ataecina, en iberisk gudinna som dyrkades före romartiden i det område där Ortiz gjorde sin upptäckt.
Haumea är en fruktbarhetsgudinna och hennes namn valdes särskilt med tanke på att gudinnan förknippas med elementet sten. Detta då dvärgplaneten olikt många andra i den delen av solsystemet verkar bestå till största delen av sten. De två månarna har fått namn efter döttrar till Haumea.

## Månar

### (136108) Haumea I Hiʻiaka
Den första månen, Hiʻiaka, upptäcktes 28 januari 2005 av Michael E. Brown m.fl. vid Keck-observatoriet. Medelavståndet till Haumea mättes upp till 49 500 km och en omloppstid på 49,1 dagar. Namnet kommer från en gudinna som var dotter till Haumea och som föddes ur hennes mun. Hon är skyddsgudinna till ön Hawaii.

### (136108) Haumea II Namaka
Den andra månen, Namaka, fick man ögonen på först 30 juni 2005 även detta under ledning av Mike Brown. Även denna upptäckt gjordes vid Keck-observatoriet. Preliminärt bedöms att medelavståndet till Haumea är 39 300 km och att omloppstiden är ungefär 34,1 dagar. Namnet syftar på en vattenande som föddes ur Haumeas kropp.